# Dancing the Whole Way Home
Albums de Miss Li
Best of 061122-071122
(2007)
Dancing the Whole Way Home est le cinquième album de la chanteuse suédoise Miss Li. Il est sorti en 2009.

## Liste des titres
1. I Heard of a Girl (2:45)
2. Dirty Old Man (3:02)
3. True Love Stalker (3:14)
4. Polythene Queen (3:34)
5. Is This the End (3:28)
6. Dancing the Whole Way Home (2:49)
7. Stuck in the Sand (3:45)
8. A Daughter or a Son (4:30)
9. Bourgeois Shangri-La (2:48)
10. The Boy in the Fancy Suit (3:12)
11. Stupid Girl (4:38)

## Classement
| Pays  | Meilleur classement |
| ----- | ------------------- |
| Suède | 8                   |